# Wauwil
Wauwil es una comuna suiza del cantón de Lucerna, situada en el distrito de Willisau. Limita al norte con la comuna de Dagmersellen, al este con Mauensee, al sur con Ettiswil y Schötz, y al oeste con Egolzwil.

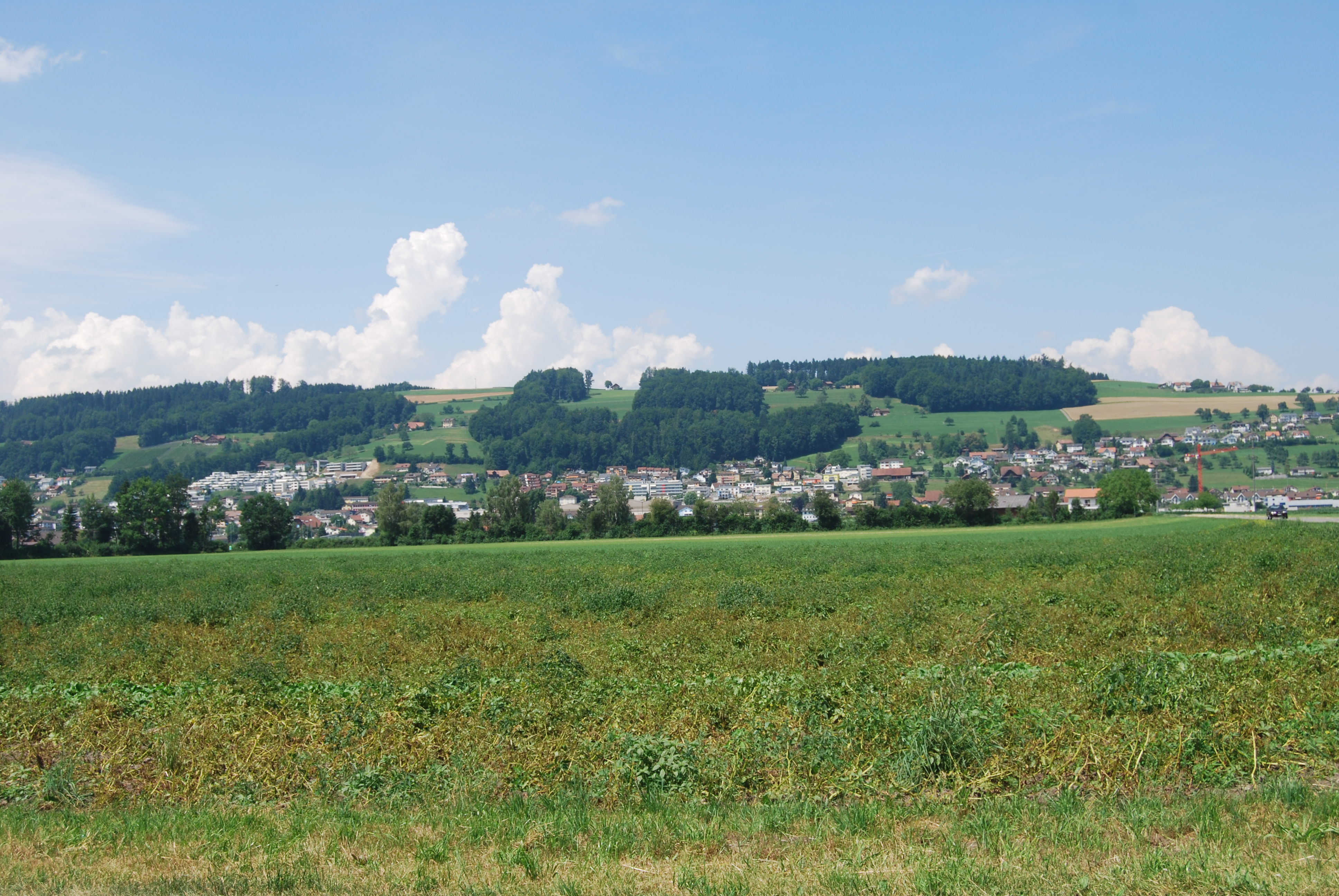
Wauwil